# Kiến Phúc
Kiến Phúc (建福帝 en caractères anciens), né Nguyễn Phúc Ưng Đăng le 12 février 1869 à Hué et mort le 31 juillet 1884 à Hué, est empereur d'Annam de décembre 1883 à sa mort, et 7e souverain de la dynastie des Nguyễn.

## Biographie
Il est le neveu, devenu fils adoptif, de l'empereur Tự Đức alors qu'il avait 2 ans et confié à une nourrice royale qui deviendra sa mère adoptive..
Après le court règne de Hiệp Hòa, contraint à se suicider, Kiến Phúc est intronisé comme empereur d'Annam le 2 décembre 1883 à l'âge de 14 ans.
Son règne est de courte durée : Il est atteint de la variole et il meurt huit mois plus tard, le 31 juillet 1884. On pense qu'il peut-être empoisonné par sa mère adoptive parce que le roi avait découvert un complot orchestré par sa mère adoptive et Van Tuong Nguyen et qu'il les avait menacé de les décapiter une fois guéri de la variole.
Il est enterré au mausolée de Tự Đức, près de Hué.